# Тумсык
Тумсык (каз. Тұмсық) — село в Шетском районе Карагандинской области Казахстана. Входит в состав Шетского сельского округа. Код КАТО — 356487400.

## Население
В 1999 году население села составляло 162 человека (94 мужчины и 68 женщин). По данным переписи 2009 года, в селе проживали 144 человека (73 мужчины и 71 женщина).